# Стационарное состояние (математика)
Стационарное состояние в теории динамических систем — это такое состояние системы или процесса, в котором динамика переменных, описывающих поведение системы или процесса и называемых переменными состояниями, не меняется во времени (в отличие от переходного процесса). Синонимы:  стационарное решение,  стационарный режим, стационарное движение, установившиеся движения.

## Общие сведения
Стационарное движение есть предельное движение системы, то есть то, к которому система стремится; причём состояние покоя также рассматривается как частный случай стационарного движения. Именно стационарные движения системы являются наиболее характерными для поведения системы в течение длительных промежутков времени.
Принято различать устойчивое и неустойчивое стационарное состояние.
Примерами стационарных состояний могут служить: фокус, узел, седло, предельный цикл.